# George Simatiuc
George Simatiuc (n. 24 aprilie 1934) a fost un deputat român în legislatura 1990-1992 începând de la data de 9 octombrie 1990) , ales în județul Constanța pe listele partidului FSN. Deputatul George Simatiuc l-a înlocuit pe deputatul Adrian Manole. În cadrul activității sale parlamentare, George Simatiuc a fost membru în grupurile parlamentare de prietenie cu Regatul Spaniei, Regatul Thailanda, Canada, Republica Populară Chineză, Republica Chile, Republica Polonă și Regatul Belgiei.  